# Alsóberecki
Alsóberecki (hongrois : Alsóberecki [ˈɒlʃoːbɛrɛt͡ski]) est une localité hongroise située dans le comitat de Borsod-Abaúj-Zemplén.

## Nom et attributs

### Toponymie
Le nom de la localité pourrait avoir une origine anthroponymique (Brictius, Bereck).

## Histoire
Le territoire d'Alsóberecki est probablement habité depuis la conquête hongroise. Sa première mention écrite connue date de 1358, sous le nom de Bereck. À cette époque, il s'agissait d'un village de pêcheurs appartenant à la famille Szerdahelyi.
À la fin du XIVe siècle, les familles Bári et Pető possédaient le domaine, suivies au XVe siècle par les familles Komonya, Ricsey, Beke, Zádorházy, Tarkövy, Szerdahelyi, Herestényi et Rikalf. La première église du village fut emportée par une inondation à la fin du XIIIe siècle et ne fut reconstruite qu'au XVIIIe siècle.
Dans la seconde moitié du XVIe siècle, les propriétaires du village étaient les familles Duleszkay Horváth et Melith. En 1594, les familles Rákóczi, Ócz, Haraszthy, Horváth et Czobor détenaient également des terres dans la localité. À cette époque, les seigneurs fonciers se convertirent à la religion réformée, et le village suivit le même chemin.
L'église réformée fut construite en 1785–1786, et un clocher en bois fut ajouté en 1875. Ce dernier resta en place jusqu'en 1956, lorsqu'il fut remplacé par l'actuelle tour de pierre de 20 mètres de haut, construite sur la façade est de l'édifice. Aujourd'hui, l'église réformée est classée monument historique.
À partir du milieu du XVIIe siècle, la localité passa entre les mains des familles Bereczky, Gabóczy, Eödönffy, Csapy, Melith, Pécsy et Zákány. En 1663, István Bocskai et György Soós en étaient les propriétaires, et vers 1774, ce furent les familles Olcsváry et Boronkay, qui conservèrent leurs droits sur le domaine jusqu'à la nationalisation des terres. Au début du XIXe siècle, la famille Csuka possédait également des biens dans le village.
Non loin d'Alsóberecki se trouvait l'ancien village d’Igazod, aujourd’hui disparu, dont le propriétaire en 1440 était Miklós Zerdahelyi.
La localité comprenait également Agóczpuszta, qui appartenait initialement à Micz bán et à ses descendants, avant d'être détenue par la famille Schulcz jusqu'au milieu du XXe siècle. Au fil des siècles, Agóczpuszta changea plusieurs fois de propriétaires : en 1548, elle appartenait à Serédy, en 1550 à Bacskó, en 1569 à Ferenc Kálnássy, György Rákóczi et Pál Deregnyey, en 1598 aux familles Kálnássy, Bacskay et Szokoly, en 1663 à István Bocskai et György Soós, en 1723 à Keresztes, en 1754 à Kálnássy, et en 1813 à la famille Oldvány.
Au début du XXe siècle, et jusqu'à la réforme administrative de 1950, Alsóberecki appartenait au comitat de Zemplén, dans l'arrondissement de Sátoraljaújhely. Lors du recensement de 1910, la localité comptait 682 habitants, dont 680 Magyars, répartis selon leur confession religieuse comme suit : 156 catholiques romains, 89 gréco-catholiques et 393 réformés.

## Population

### Minorités culturelles et religieuses
Lors du recensement de 2001, la population d'Alsóberecki était composée à 97 % de Hongrois et à 3 % de personnes d'origine rom. La localité comptait également un habitant d'origine slovaque.
En 2011, 92,6 % des habitants se déclaraient hongrois, 5,2 % roms, 0,3 % roumains et 2,2 % slovaques (7,4 % ne se sont pas prononcés, et les identités multiples expliquent un total supérieur à 100 %). La répartition religieuse était la suivante : 28,5 % de catholiques romains, 36,8 % de réformés, 10,6 % de gréco-catholiques, 0,3 % de luthériens et 3,7 % de personnes sans affiliation religieuse (18,1 % n'ont pas répondu).
Lors du recensement de 2022, 85,8 % des habitants se déclaraient hongrois, 3,8 % roms, 0,6 % slovaques, 0,1 % allemands et 1,6 % d'une autre nationalité non autochtone (14,2 % ne se sont pas prononcés). Concernant l'appartenance religieuse, 20,2 % se déclaraient catholiques romains, 27,5 % réformés, 9,6 % gréco-catholiques, 1 % affiliés à une autre communauté chrétienne et 3,9 % sans religion (37,4 % n'ont pas répondu).

## Équipements

### Réseaux extra-urbains
La localité d'Alsóberecki est située dans la région du Bodrogköz, à proximité de la frontière slovaque, à 6 kilomètres au sud-est de Sátoraljaújhely. Ses localités voisines sont Felsőberecki au nord (3 km), Karos à l'est (7 km), Bodroghalom au sud (8 km) et Vajdácska au sud-ouest (6 km).
La localité est traversée par la route nationale 381, qui relie Sátoraljaújhely, Cigánd et Kisvárda, et qui constitue son principal axe d’accès vers les routes nationales 37 et 4. Elle est également connectée aux localités voisines par plusieurs routes secondaires : la 3805 vers Vajdácska, la 3806 vers Bodroghalom, et la 38 107 vers Felsőberecki.